# Nhật ký khám phá của Lý Hiến Kế
Cuộc phiêu lưu của Lý hay Nhật ký khám phá của Lý Hiến Kế là phim tình cảm chuyển thể từ truyện tranh cùng tên, đạo diễn bởi Quách Phàm và Lý Dương, với sự tham gia diễn xuất của Phòng Tổ Danh, Vương Tử Văn.
Phim kể về môt thanh niên mắc bệnh hoảng loạn tinh thần, "rối loạn khái niệm không gian thời gian", ngày ngày bị cảm giác bất an day dứt .
Phim phát hành ở Trung Quốc đại lục ngày 5 tháng 10 năm 2011.

## Nội dung
Lý Hiến Kế là một bệnh nhân mắc "căn bệnh đáng thương". Anh ta đã bị ảnh hưởng bởi tình trạng kỳ lạ này và không tương thích với cả thế giới cho đến khi gặp Vương Thiến. Tuy nhiên, một tai nạn bất ngờ đã phá vỡ cuộc sống bình lặng và hạnh phúc của hai người, và Lý Hiến Kế, người không thể chấp nhận thực tế, một lần nữa rơi vào vòng xoáy của sự khác biệt thời gian. Cuối cùng, một ngày nọ, Lý Hiến Kế có được một đĩa CD trò chơi bão tố có thể quay ngược về quá khứ. Để cứu người yêu đã mất, Lý Hiến Kế không tiếc công sức xây dựng một cánh tay kim loại bằng chi phí bán thận, chỉ để có thể vượt qua trò chơi. Dưới sự hướng dẫn của nhiều cao thủ, Lý Hiến Kế bắt đầu một cuộc phiêu lưu không gian tìm kiếm tình yêu. Tuy nhiên, ngay cả khi anh có thể quay về quá khứ, liệu tình yêu có còn tồn tại hay không, trái tim Lý Hiến Kế vẫn không tốt .

## Diễn viên
- Phòng Tổ Danh vai Lý Hiến Kế

Dương An Đồng vai Lý Hiến Kế (4 tuổi)
Vương Trạch vai  vai Lý Hiến Kế (12 tuổi)
- Vương Tử Văn vai Vương Thiến
- Khương Võ vai cha của Lý
- Nhóm nhạc Vũ Tuyền vai Người nông thôn
- Diêu Lỗ vai chú hai của Lý
- Lý Hưởng vai cảnh sát Tiểu Ân
- Bạch Khải Nam vai cảnh sát
- Phạm Minh vai Bác sĩ Mã
- Du Bổn Xương vai cụ Lý Hiến Kế
- Thỉ Dã Hạo Nhị vai Mai Nguyên Đại Ngộ
- Trương Y vai Đội trưởng cảnh sát vũ trang
- Miêu Lạc Y vai San San

## Đội ngũ sản xuất
Xuất phẩm
An Hiểu Phân,Trần Lệ Chí, Ân Nhạc
Nhà sản xuất:
An Hiểu Phân, Phương Bình
Giám đốc sản xuất:
Phương Bình
Đạo diễn:
Quách Phàm, Lý Dương
Biên kịch:
Quách Phàm, Trương Tiểu Bắc, Vương Giai Vĩ
Nhiếp ảnh:
Tào Dũng, Lưu Dần
Âm nhạc:
Lễ Duẫn Văn
Chỉnh sửa:
Quảng Chí Lương, Chu Tân Hà
Đạo cụ:
Đinh Chánh Hoa
Giám đốc casting:
Vương Ninh
Giám đốc nghệ thuật:
Bào Đức Hi
Thiết kế nghệ thuật:
Man Man, Dương Uy
Thiết kế tạo hình:
Lô Mạn, Cung Húc
Thiết kế phục trang:
Cung Húc
Hiệu ứng hình ảnh:
Lý Kim Huy, Đinh Yến Lai
Ánh sáng:
Lý Đức Thành
Thu âm:
Nhâm Lượng, Tăng Cảnh Tường
Giám sát kịch bản:
Chu Dịch, Ngô Di Nhiên

## Nhạc phim
| Tên             | Tên gốc           | Lời     | Soạn nhạc | Trình bày         | Thể loại    |
| --------------- | ----------------- | ------- | --------- | ----------------- | ----------- |
| Đẹp và dũng cảm | 美丽与勇敢        | A Đệ Tử | A Đệ Tử   | Trương Lương Dĩnh | Nhạc chủ đề |
|                 | Maybe I           |         |           |                   | Sáp khúc    |
|                 | Bring Me My Queen |         |           | Abigail Washburn  | Sáp khúc    |

## Giải thưởng
| Năm                 | Lễ trao giải                              | Hạng mục                   | Đề cử / nhận giải               | Ghi chú |
| ------------------- | ----------------------------------------- | -------------------------- | ------------------------------- | ------- |
| 2012                | Liên hoan phim viễn tưởng quốc tế Bucheon | Phim châu Á xuất sắc nhất  | Nhật ký khám phá của Lý Hiến Kế | [ 8 ]   |
| 29 tháng 8 năm 2016 | Giải Nebula                               | Kịch bản gốc xuất sắc nhất | Nhật ký khám phá của Lý Hiến Kế | [ 9 ]   |